# ハヌマーン (バンド)
ハヌマーンは、日本のバンド。2004年結成、2012年8月3日解散。ナンバーガール直系のオルタナティブロックサウンドが特徴。

## メンバー

### 解散時メンバー
- 山田亮一（やまだ りょういち）

ヴォーカル・ギター。初期メンバー。
- 大久保 恵理（おおくぼ えり）

ベース。初期メンバー。
- 青木 繁之（あおき しげゆき）

3代目ドラム。2008年8月21日サポートメンバーとして加入。翌月9月1日正式加入。

### 旧メンバー
- 鼻兄 （はなにい）初期メンバー。初代ドラム。2006年2月28日脱退。
- 平尾 正和（ひらお まさかず）

2代目ドラム。2008年8月14日脱退。

## 概要・来歴
- 2004年7月7日 山田亮一（ヴォーカル、ギター)、大久保恵理（ベース）、鼻兄（ドラム）の3人で結成。
- 2005年04月27日 難波ROCKETSにて初ライブ。"1stデモCD"リリース。
- 2006年2月28日  鼻兄脱退。平尾正和加入。
- 2007年2月23日 1stミニアルバム「デッセンクルー」をリリース。
- 2008年8月14日 平尾がSIBERIAN NEWSPAPERの活動に専念する為、脱退。
- 2008年8月21日 サポートドラマーとして青木繁之を迎えライヴ活動を開始。翌月9月1日正式加入。
- 2009年7月8日 1stフルアルバム「World's System Kitchen」をリリース。
- 2009年12月11日 ASIAN KUNG-FU GENERATIONのツアー札幌公演ゲストアクトとして出演。
- 2010年6月9日 2ndミニアルバム「RE DISTORTION」をリリース。
- 2010年12月30日 COUNTDOWN JAPAN 10/11に出演。
- 2011年3月27日 同日付けをもって無期限活動休止することを発表[1]。
- 2011年05月20日 3rdミニアルバム「REGRESSIVE ROCK」をリリース　　　　　　　　　　　　（※特設サイト通販のみ(限定2000枚)の販売）
- 2012年8月3日 解散[2]。

無期限活動休止を発表したのは2011年3月29日で、ハヌマーンは突然解散を発表した。 これといった解散理由は語られず、突然ライブがキャンセルとなり、そして1本の動画が公開された。

## ディスコグラフィー

### アルバム
|          | 発売日        | タイトル               | 規格品番 | 収録曲 | 備考                          |
| -------- | ------------- | ---------------------- | -------- | --- | ----------------------------- |
| 1st mini | 2007年2月23日 | デッセンクルー         |          | 1. 樹海都市 2. 残像サブリミナル 3. 昆虫採集 4. Fuzz or Distortion 5. 煉獄ディスコ 6. ハイカラさんが通る 7. デッセンクルー                                                            | ASR Records                   |
| 1st      | 2009年7月8日  | World's System Kitchen | DQC-281  | 1. 妖怪先輩 2. 猿の学生 3. トラベルプランナー 4. 或る思弁家の記憶 5. 比喩で濁る水槽 6. バクのコックさん 7. 若者のすべて 8. 幻によろしく 9. アナーキー・イン・ザ・1K 10. Don’t Summer | ASR Records                   |
| 2nd mini | 2010年6月9日  | RE DISTORTION          | DQC-488  | 1. Nice to meet you 2. Fever Believer Feedback 3. 今夜、貴方とマトンシチュー 4. ワンナイト・アルカホリック 5. RE DISTORTION 6. 幸福のしっぽ 7. リボルバー                            | ASR Records オリコン最高142位 |
| 3rd mini | 2011年6月8日  | REGRESSIVE ROCK        | DQC-713  | 1. モンキータウンビート 2. ポストワールド 3. ドランキン・スノーマン 4. アパルトの中の恋人達 5. ネイキッド チャイニーズガール 6. 17才                                                 | ASR Records                   |

### デモCD等
|             | 収録曲                                                                                   | 備考 |
| ----------- | ---------------------------------------------------------------------------------------- | --- |
| 1st DEMO    | 1. 反撃開始 2. 煉獄ディスコ                                                              | 500円 |
| 2nd DEMO    | 1. 残像サブリミナル 2. 青春の蹉跌 3. アンプから孔雀 4. 中村君                            | 500円 |
| さわやか3組 | 1. 10月の雨の詩 - BLENDY MOTHER FATHER 2. 月瓶 - エマグラム 3. 生命のノイズ - ハヌマーン | BLENDY MOTHER FATHER、エマグラム、ハヌマーンの3バンドによる合同ライブ「さわやか3組」の会場で発売されたスプリットCD。 |

### 未発表曲
- 刃渡り10センチの憎悪
- 日常のイデア
- テレビジョンファウラー
- 香車[4]
- アシンメトリーの彼女
- 原型を無くす話
- 寝屋川躁状態
- ムーンロックアディクション

## ミュージックビデオ
| 曲名                                    |
| 「Fever Believer Feedback」「猿の学生」 |

## 主なライヴ
- 2009年10月30日 - MINAMI WHEEL 2009
- 2010年08月13日 - RISING SUN ROCK FESTIVAL 2010 in EZO
- 2010年10月11日 - クリープハイプ 心の中の第二次世界大戦ツアー
- 2010年11月13日 - MINAMI WHEEL 2010
- 2010年12月30日 - COUNTDOWN JAPAN 10/11